# Стипанска
Стипанска је мало ненасељено острво у хрватском делу Јадранског мора у Шолтанском каналу.
Налази на западно од насеља Маслинице на оству Шолти. Површина острва износи 0,011 km². Дужина обалске линије је 3,38 km. Највиша тачка на острву висока је 68 m.
На острву је светионик и старохришћанска базилика из V-VI века са Бенедиктинским самостан од којег су до данас остали само остаци.
Светионик који се налази на запаној страни острва емитује светлосни сигрнал зеленобеле боје на 5 секунди са дометом обима од 6 mi (9,7 km).